# 内務部
内務部（ないむぶ）は、かつて都道府県庁に置かれていた組織である。

## 概要
1946年2月に都道府県庁の行政機構改革で内政部が内務部となった。
地方行政、地方予算、選挙や文書、人事といった一般行政機能のほか、県庁によっては商工行政や農林水産行政などの経済分野も所管していた。
1947年の地方自治法施行規程により、内務部は総務部となり 、同年12月に経済分野を所管していた県庁は総務部から経済分野が経済部、商工部、農林部、水産部などに移行された。